# رومانا
 رومانا ، (بالإنجليزية: Romana)‏، هي (بلدية) في مقاطعة ساساري، في إقليم سردينيا الإيطالي، وتقع على بعد حوالي 150 كم (93 ميل) شمال غرب كالياري، وحوالي 30 كم (19 ميل) جنوب ساساري. اعتبارا من 31 ديسمبر 2004، كان عدد سكانها 608 ومساحة 21.6 كيلومتر مربع (8.3 ميل مربع).

## السكان
في سنة 1861 بلغ عدد السكان 683 نسمة، وتطور العدد ليصل في سنة 2011 لـ 578 نسمة.
يظهر هذا المخطط البياني تطور النمو السكاني لـ رومانا